# گوتهیلف هیگن
گوتهیلف هیگن (آلمانی: Gotthilf Hagen؛ زاده ۳ مارس ۱۷۹۷ درگذشته ۳ فوریهٔ ۱۸۸۴) یک فیزیکدان, مهندس و آماردان اهل آلمان بود.